# Elisabeth af Anhalt (1563-1607)
 Ikke at forveksle med Elisabeth af Anhalt.
Elisabeth af Anhalt (15. september 1563 – 8. november 1607) var en tysk prinsesse, der var kurfyrstinde af Brandenburg fra 1577 til 1598. Hun var datter af Fyrst Joachim Ernst af Anhalt og gift med Kurfyrst Johan Georg af Brandenburg.

## Biografi
Agnes Hedvig blev født den 15. september 1563 i Zerbst som datter af Fyrst Joachim Ernst af Anhalt i hans første ægteskab med Agnes, datter af Grev Wolfgang 1. af Barby-Mühlingen.
Hun blev gift som 14-årig den 6. oktober 1577 med den næsten 40 år ældre Kurfyst Johan Georg af Brandenburg som hans tredje hustru. Kurfyrst Johan Georg havde 12 børn fra sine to første ægteskaber, og i ægteskabet mellem Elisabeth og Johan Georg blev der født yderlige 11 børn.
Hun døde som 44-årig den 8. november 1607 i Crossen i Brandenburg, 9 år efter sin mand. Hun ligger begravet i Hohenzollernes Gravkapel i Domkirken i Berlin.